# Horizonte Ciudadano
Horizonte Ciudadano es una fundación y think tank chileno sin fines de lucro fundada el 2 de agosto de 2018 por la ex presidenta Michelle Bachelet. Su misión es promover la participación ciudadana, la justicia social y el diálogo democrático desde una perspectiva progresista e independiente.

## Historia
Horizonte Ciudadano fue creada por Michelle Bachelet tras su segundo mandato para ofrecer un espacio de reflexión y acción política más allá del ciclo electoral. En su lanzamiento en Santiago contó con la participación de Valentina Quiroga, primera presidenta del directorio.
Entre 2020 y 2022 se consolidó como plataforma para debatir el legado bicentenario y el futuro institucional. Paulina Vodanovic fue presidenta en los primeros años, siendo reemplazada por Pedro Güell en marzo de 2022. Ese mismo año, Heydée Rojas asumió como directora ejecutiva, y Xavier Altamirano fue designado director ejecutivo.

## Ideología y objetivos
La fundación se define oficialmente como un espacio "plural y progresista", enfocado en la participación ciudadana continua en temas centrales como derechos humanos, equidad de género, infancia, migración, descentralización y cambio climático.
Busca generar insumos para políticas públicas mediante investigación, diálogo local-global y articulación con actores sociales y académicos, sin vinculación partidaria formal.

## Equipo y Estructura
El liderazgo institucional incluye a las siguientes personas:
- Pedro Güell, presidente del directorio – sociólogo, exasesor presidencial.
- Valentina Quiroga (ex presidenta) – ingeniera civil y exsubsecretaria de Educación, una de las fundadoras.[6]
- Ana Lya Uriarte, directora – abogada experta en medio ambiente y seguridad social.
- Haydée Rojas, directora – periodista y ex directora de prensa de Bachelet.
- Xavier Altamirano, director ejecutivo – licenciado en Filosofía, máster y candidato a doctor en sociología, líder de políticas públicas.[5]

Además cuenta con equipos técnicos en las áreas de infancia, género, migración, cambio climático y descentralización.

## Proyectos y actividades destacables
- Manual “Herramientas para la gestión local” (agosto 2024): elaborado en conjunto con otros centros progresistas como Rumbo Colectivo, entregado a candidatos municipales con propuestas para seguridad, equidad urbana y desarrollo local.[7]

- Proyecto regional en el Biobío (2022–2023): "Niños, niñas y adolescentes: voces del Bío Bío para vivir sin violencia", financiado con $379 millones a través del FNDR. Fue desarrollado con apoyo del Gobierno Regional, bajo la dirección de María Estela Ortiz, exvicepresidenta de JUNJI y cercana a Bachelet.[8][9][10]

## Controversias
En julio de 2023, la Fiscalía Regional del Bío Bío abrió una investigación de oficio por posibles irregularidades en la adjudicación del convenio con Horizonte Ciudadano, que ascendió a $379 millones mediante trato directo.
Una auditoría externa concluyó que cerca del 10 % del presupuesto total ($37 millones en 15 meses) correspondió al sueldo de la directora del proyecto, María Estela Ortiz, lo que fue calificado como “excesivo”.
La fundación ha declarado que todos sus procesos cumplen normas de transparencia y que se encuentra disponible a colaborar con las investigaciones.
El caso fue incluido en el ámbito del denominado “Caso Convenios”, una investigación por el uso de fondos públicos por parte de organismos regionales.

## Finanzas y fuentes de financiamiento
Según medios, Horizonte Ciudadano ha recibido financiamiento de:
- Fondos asignados a expresidentes (incluyendo dietas y gastos de oficina de Bachelet).
- Contribuciones de organismos internacionales como Open Society Foundations, ONU Migración, Centro de Acción Climática de UC Valparaíso, Fundación Bernard Van Leer.
- Gobiernos regionales, como el del Biobío.[8]

## Evaluación y repercusión pública
Según análisis periodísticos, la fundación representa un mecanismo de continuidad política del legado de Bachelet, orientado a fortalecer una agenda progresista fuera de la arena electoral formal. Su enfoque ha sido elogiado como valioso en términos de articulación multisectorial, aunque también cuestionado por la gestión de recursos públicos.